# Militärflugplatz Baranawitschy

i8
i11
i13
Der Militärflugplatz Baranawitschy liegt sechs Kilometer nordwestlich von Baranawitschy in der Breszkaja Woblasz im Westen von Belarus.

## Geschichte
Die deutsche Luftwaffe nutzte den Flugplatz zu Beginn des Überfalls auf die Sowjetunion 1941. Zu dieser Zeit lag er im vom Deutschen Reich besetzten Polen im sogenannten Generalgouvernement nahe der Grenze zur Sowjetunion.
Die folgende Tabelle zeigt eine Auflistung aller fliegender aktiver Einheiten (ohne Schul- und Ergänzungsverbände) der Luftwaffe, die hier zwischen 1941 und 1944 stationiert waren.
| von           | bis       | Einheit                                                       | Ausrüstung                                                           |
| ------------- | --------- | ------------------------------------------------------------- | -------------------------------------------------------------------- |
| Juni 1941     | Juni 1941 | 5.(H)/Aufkl.Gr. 23 (5. Staffel der Nahaufklärungsgruppe 23)   |                                                                      |
| Juni 1941     | Juli 1941 | Stab, III./StG 1 (III. Gruppe des Sturzkampfgeschwaders 1)    | Junkers Ju 87R                                                       |
| Juli 1941     | Juli 1941 | II./KG 3 (II. Gruppe des Kampfgeschwaders 3)                  | Junkers Ju 88A                                                       |
| Juli 1941     | Juli 1941 | KGr z.b.V. 102 (Kampfgruppe zur besonderen Verwendung 102)    | Junkers Ju 52/3m                                                     |
| Oktober 1943  | März 1944 | 4.(F)/Aufkl.Gr. 121 (4. Staffel der Fernaufklärungsgruppe 121 | Junkers Ju 88D-1, Junkers Ju 88D-5                                   |
| Oktober 1943  | Juli 1944 | 4.(F)/Aufkl.Gr. 14                                            | Junkers Ju 88D-1, Junkers Ju 188F-1                                  |
| November 1943 | Mai 1944  | 1.(F)/Aufkl.Gr. 100                                           | Junkers Ju 88D-1, Junkers Ju 88D-5, Junkers Ju 86R-1, Arado Ar 240V8 |
| Dezember 1943 | Juni 1944 | 4.(F)/Aufkl.Gr. 11                                            | Junkers Ju 188F-1                                                    |
| März 1944     | März 1944 | III./JG 51 (III. Gruppe des Jagdgeschwaders 51)               | Messerschmitt Bf 109G                                                |
| Mai 1944      | Juni 1944 | Stab, I., II./KG 3                                            | Junkers Ju 88A                                                       |
| Juni 1944     | Juni 1944 | II./KG 4                                                      | Heinkel He 111H                                                      |
| Juni 1944     | Juli 1944 | II./SG 1 (II. Gruppe des Schlachtgeschwaders 1)               | Henschel Hs 129                                                      |
| Juni 1944     | Juli 1944 | IV./JG 54                                                     | Focke-Wulf Fw 190A                                                   |

Während des Kalten Krieges waren auf dem sowjetischen Luftwaffenstützpunkt seit den 1960er Jahren bis zum Ende der Sowjetunion 1991 rund 30 Mittelstreckenbomber vom Typ Tupolew Tu-22 stationiert.
Mit der Unabhängigkeit von Belarus wurde der Stützpunkt 1992 von den belarussischen Streitkräften übernommen und das 61. Jagdfliegerregiment mit zunächst 13 Abfangjägern vom Typ MiG-25, 25 vom Typ MiG-23 und 23 Abfang- bzw. Luftüberlegenheitsjägern vom Typ Suchoi Su-27P stationiert. Bis Ende 2012 wurden die letzten 21 Su-27-Kampfflugzeuge außer Dienst gestellt.

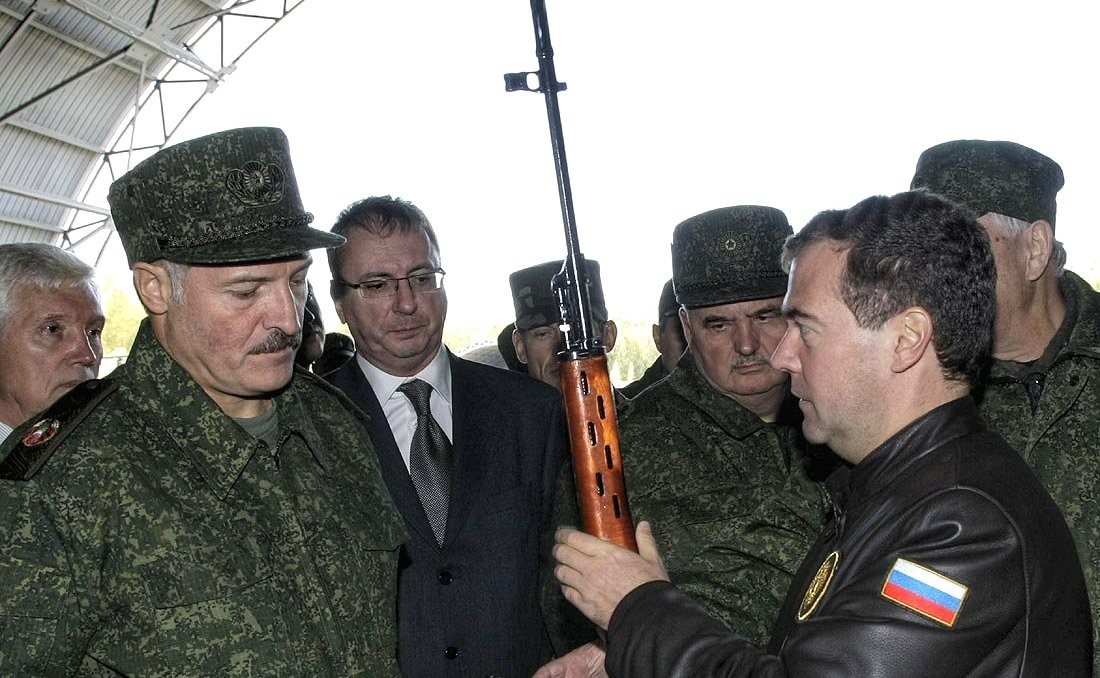
Präsident Aljaksandr Lukaschenka mit seinem russischen Amtskollegen Medwedew während eines gemeinsamen Militärmanövers in Baranawitschy im September 2009

2009 fand das belarussische-russische strategische Militärmanöver ZAPAD-2009 auch im Raum Baranawitschy statt. Der belarussische Präsident Aljaksandr Lukaschenka besuchte am 29. September 2009 zusammen mit seinem russischen Amtskollegen Dmitri Medwedew den Luftwaffenstützpunkt.
Das Internationale Institut für Friedensforschung in Stockholm (SIPRI) verdächtigte am 1. März 2011 Belarus, während des Bürgerkriegs in Libyen eine größere Menge Waffen an Libyen geliefert zu haben. So soll am 15. Februar 2011 vom Luftwaffenstützpunkt Baranawitschy ein vermutlich mit Waffen und Munition beladenes Transportflugzeug vom Typ Il-76 zum libyschen Militärflugplatz Sabha geflogen sein. Auch sollen Angehörige des Clans um den libyschen Revolutionsführer Muammar al-Gaddafi in den letzten Tagen mit einem Geschäftsreiseflugzeug vom Typ Falcon 900 von Tripolis nach Belarus geflogen sein.
Am 17. März 2014 gaben die russischen Luftstreitkräfte bis Ende 2014 die Stationierung eines Kampffliegerregiments mit 24 Su-27SM3 auf dem Luftwaffenstützpunkt Baranawitschy zur gemeinsamen Luftraumüberwachung und zum Luftraumschutz bekannt. Bisher sind dort vier russische Su-27SM3 und ein AWACS-Flugzeug vom Typ A-50 stationiert.
Nahe dem Luftwaffenstützpunkt ist auch die 120. belarussische Luftabwehrbrigade stationiert, die seit 2012 mit dem modernen Flugabwehrraketensystem Tor-M2E mit Lenkwaffen vom Typ 9K332 ausgerüstet ist.
Nicht weit im Rajon Hanzawitschy betreiben die Weltraumtruppen Russlands eine Frühwarnradarstation (aktives Phased-Array-Radar) vom Typ Wolga.
Im Jahr 2022 wurde der Flugplatz die Heimatbasis eines im Herbst 2022 aufgestellten belarussisch-russischen Militärverbandes, dem unter anderem 9000 Soldaten der Russischen Föderation unterstellt sind.